# The Last Dinner Party

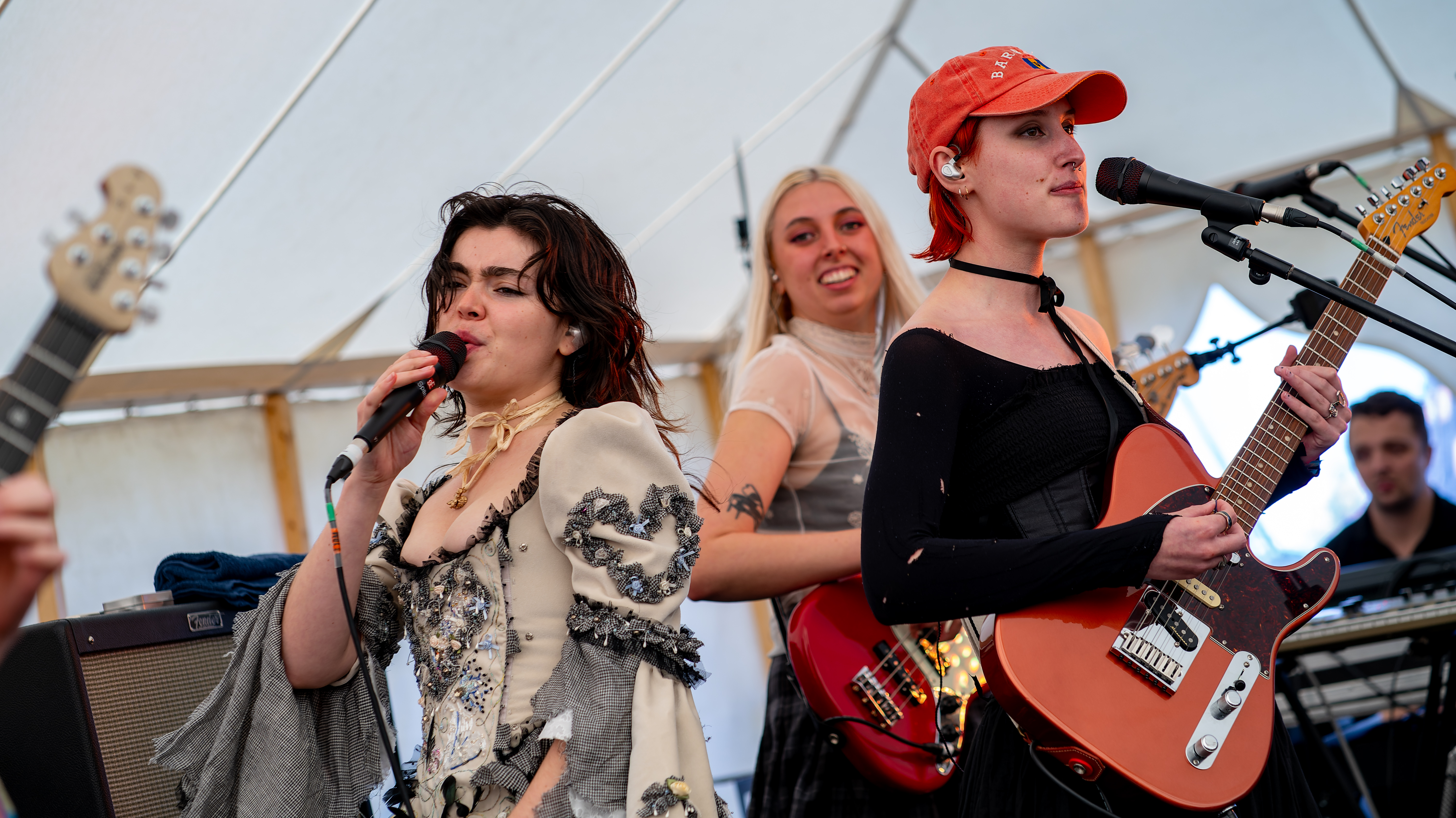
The Last Dinner Party 2023 in Newquay

The Last Dinner Party ist eine britische Rockband aus London. 2024 hatten sie ihren internationalen Durchbruch mit ihrem Debütalbum Prelude to Ecstasy.

## Bandgeschichte
2020 beschlossen die drei Studentinnen Abigail Morris, Lizzie Mayland und Emily Roberts eine gemeinsame Band mit dem Namen „The Dinner Party“ zu gründen. Noch bevor sie ihren ersten Auftritt hatten, erweiterten sie die Band um Bassistin Georgia Davies und Keyboarderin Aurora Nishevci. Später fügten sie „Last“ in ihren Bandnamen ein, um der Verwechslung mit der US-amerikanischen Band Dinner Party zu entgehen. Wegen der COVID-19-Pandemie konnten sie erst 2021 erstmals öffentlich auftreten. Bald darauf wurden sie vom selben Management betreut wie Metallica und die Red Hot Chili Peppers. Sie wurden in London schnell bekannt und fanden in Island Records ein Label. Beim BST Hyde Park spielten sie 2022 im Vorprogramm der Rolling Stones und 2023 bei Lana Del Rey. Im selben Jahr traten sie auch beim Glastonbury Festival auf.
Ihre erste Single Nothing Matters, produziert von James Ford, veröffentlichten sie im April 2023. Weitere Songs und die Ankündigung ihres Debütalbums folgten. Im Dezember gewannen sie den Rising-Star-Award, den Talentpreis der BRIT Awards. Auch bei der BBC-Umfrage Sound of 2024 zu den vielversprechendsten zukünftigen Musikern belegten sie Anfang 2024 Platz 1, woraufhin ihre Debütsingle in die britischen Charts einstieg. Am 2. Februar 2024 erschien mit Prelude to Ecstasy das erste Studioalbum von The Last Dinner Party. Auf Anhieb erreichten sie Platz 1 in ihrer Heimat und in vielen anderen europäischen Ländern Top-10-Platzierungen. Für Album und Single wurden sie mit Gold ausgezeichnet. Bei den BRIT Awards 2025 gewannen sie in der Kategorie „Best New Artist“.
Am 17. Juli 2025 erschien die Single This Is The Killer Speaking, am nächsten Tag wurde in den Sozialen Medien das zweite Album der Band From The Pyre angekündigt.

## Stil
Musikalisch bieten The Last Dinner Party Glam Rock mit Art-Rock-Einflüssen und erinnern mitunter an Kate Bush, Siouxsie and the Banshees, Roxy Music, David Bowie, ABBA, Queen, Sparks, und Florence and the Machine.

## Diskografie
Studioalben
- Prelude to Ecstasy (2024)

Kompilationen
- Prelude to Ecstasy: Acoustics and Covers (2024) (Debütalbum mit Akustik- und Live-Versionen)

Singles
- Nothing Matters (2023)
- Sinner (2023)
- My Lady of Mercy (2023)
- On Your Side (2023)
- Caesar on a TV Screen (2024)
- Nothing Matters (Acoustic) (2024)
- Nothing Matters (Live from Gretchen, Berlin) (2024)
- Sinner (Live from Melkweg, Amsterdam) (2024)
- The Feminine Urge (Live from Webster Hall, NYC) (2024)
- This Town Ain’t Big Enough for Both of Us (2024) (Sparks Cover)
- This Is The Killer Speaking (2024)

## Auszeichnungen für Musikverkäufe
| Goldene Schallplatte - Kanada - 2025: für die Single Nothing Matters |

Anmerkung: Auszeichnungen in Ländern aus den Charttabellen bzw. Chartboxen sind in ebendiesen zu finden.
| Land/RegionAuszeichnungen für Musikverkäufe (Land/Region, Auszeichnungen, Verkäufe, Quellen) | Gold     | Platin | Verkäufe | Quellen         |
| -------------------------------------------------------------------------------------------- | -------- | ------ | -------- | --------------- |
| Kanada (MC)                                                                                  | Gold1    | —      | 40.000   | musiccanada.com |
| Vereinigtes Königreich (BPI)                                                                 | 2× Gold2 | —      | 500.000  | bpi.co.uk       |
| Insgesamt                                                                                    | 3× Gold3 | —      |          |                 |

## Auszeichnungen
BRIT Awards
- 2024: Rising Star
- 2025: Best New Artist